# فیپروو
فیپروو (به آلمانی: Vipperow) یک شهر در آلمان است که در مکلنبورگیشه زنپلاته واقع شده‌است. فیپروو ۴۳۶ نفر جمعیت دارد.